# 논의 영역

논의 영역의 집합 기호

형식과학에서 논의 영역(論議領域, domain of discourse) 또는 논의의 전제 (전체모임의 수학적 개념에서 따온)는 특정 변수가 어떤 형식적 처리에서 관심 있는 대상의 집합이다. 논의 세계(universe of discourse), 담화 영역이라고도 한다.
이는 특정 담론에서 논의되는 객체들의 모음으로도 정의된다. 모델-이론적 의미론에서 논의 영역은 모델이 기반하는 개체의 집합이다.
논의 영역은 일반적으로 예비 단계에서 식별되므로, 추가 처리에서 관련 변수의 범위를 매번 지정할 필요가 없다. 많은 논리학자들은 때로는 암묵적으로 과학의 영역과 과학의 형식화의 논의 영역을 구별한다.

## 어원
논의의 전제 개념은 조지 불 (1854)에 의해 그의 저서 사고의 법칙 42페이지에서 처음 사용되었다.
마음이 자신의 생각과 대화하든, 아니면 개인이 타인과 어리석은 대화를 하든, 모든 담론에는 그 작업의 주제가 제한되는 가정된 또는 명시된 한계가 있다. 가장 제약 없는 담론은 우리가 사용하는 단어들이 가능한 가장 넓은 범위에서 이해되는 담론이며, 이 경우 담론의 한계는 전체 우주 자체의 한계와 같다. 그러나 더 일반적으로 우리는 덜 넓은 영역에 국한된다. 때때로, 우리는 인간에 대해 이야기할 때 (제한을 명시하지 않고) 문명인이나 인생의 정점에 있는 사람, 또는 다른 조건이나 관계 하에 있는 사람과 같이 특정 상황과 조건 하의 사람들에 대해서만 이야기한다는 것을 함축한다. 이제 우리 담론의 모든 대상이 발견되는 영역의 범위가 무엇이든, 그 영역은 논의의 전제라고 불리는 것이 적절하다. 더욱이, 이 논의의 전제는 엄밀한 의미에서 담론의 궁극적인 주제이다.— 조지 불, The Laws of Thought. 1854/2003. p. 42.

이 개념은 불에 의해 1847년에 독립적으로 발견되었을 가능성이 있으며, 그의 논리 철학, 특히 그의 전체론적 지시 원리에서 중요한 역할을 했다.
앨프리드 노스 화이트헤드는 오거스터스 드 모르간을 인용하여 "어떤 특정 경우에 담론의 특별한 주제가 되는 제한된 종류의 것들을 식별하는 사람이다. 그러한 종류를 드 모르간은 논의의 전제라고 불렀다."
루이스 캐럴은 논의의 전제에 대한 필요성을 다음과 같이 표현했다.
때때로 명제의 한두 항에서 이름이 형용사만으로 구성되고 명사는 생략되는 경우가 있다. 그러한 명제를 완전하게 표현하기 위해서는 각 항이 종이 되는 속으로 간주될 수 있는 어떤 종류의 이름을 공급해야 한다... 언급된 속은 논의의 전제라고 불린다...

## 예시
예를 들어, 1차 논리의 해석에서 논의 영역은 양화사가 범위로 삼는 개체의 집합이다. ∀x (x2 ≠ 2)와 같은 명제는 논의 영역이 식별되지 않으면 모호하다. 한 해석에서 논의 영역은 실수 집합일 수 있고, 다른 해석에서는 자연수 집합일 수 있다. 논의 영역이 실수 집합이라면, x = √2가 반례가 되어 명제는 거짓이다. 논의 영역이 자연수 집합이라면, 2는 어떤 자연수의 제곱도 아니므로 명제는 참이다.
{\displaystyle x\in A}로 표현되고 x가 집합 A에 속함을 의미하는 이항 관계인 원소 관계는 매우 명확하다. 모든 이항 관계는 역관계를 가지며, {\displaystyle \in \ \ {\text{의 역은}}\ \ \ni }로 쓰인다. 또한 이항 관계는 영역을 가져야 한다. 원소 관계의 역의 영역은 논의의 전제이다. 이 전제의 어떤 부분 집합은 x를 포함하거나 포함하지 않을 수 있다. A는 이 전제의 부분 집합이며, 반드시 A에 국한될 필요는 없다.

## 같이 보기
- 정의역
- 도메인 이론
- 해석 (논리학)
- 양화사 (논리학)
- 항 대수
- 전체모임 (수학)